# Campeonato Mundial de Futebol Sub-17 de 2005
O Campeonato Mundial de Futebol Sub-17 de 2005 foi a 11ª edição da competição, disputado no Peru entre 16 de setembro e 2 de outubro de 2005. O México conquistou seu 1º título ao golear o Brasil na final, por 3–0.

## Estádios e cidades
| Cidade   | Estádio                  | Capacidade |
| -------- | ------------------------ | ---------- |
| Lima     | Estádio Nacional do Peru | 47,000     |
| Chiclayo | Estádio Elías Aguirre    | 25,000     |
| Iquitos  | Estádio Max Augustín     | 25,000     |
| Piura    | Estádio Miguel Grau      | 26,550     |
| Trujillo | Estádio Mansiche         | 25,000     |

## Seleções qualificadas
As 16 seleções a seguir se classificaram para o Mundial Sub-17 de 2005. O Peru classificou-se por ser o país-sede.
| Confederação                                   | Torneio de qualificação                 | Qualificados                     |
| ---------------------------------------------- | --------------------------------------- | -------------------------------- |
| AFC (Asia)                                     | Campeonato Asiático Sub-17 de 2004      | China Coreia do Norte Catar      |
| CAF (Africa)                                   | Campeonato Africano Sub-17 de 2005      | Gâmbia Gana Camarões             |
| CONCACAF (Américas do Norte, Central e Caribe) | Campeonato Sub-17 da CONCACAF de 2005   | Estados Unidos México Costa Rica |
| CONMEBOL (América do Sul)                      | Campeonato Sul-Americano Sub-17 de 2005 | Brasil Uruguai                   |
| OFC (Oceania)                                  | Campeonato Sub-17 da OFC de 2005        | Austrália                        |
| UEFA (Europa)                                  | Campeonato Europeu Sub-17 de 2005       | Turquia Países Baixos Itália     |
| País Anfitrião                                 | País Anfitrião                          | Peru                             |

## Árbitros
Esta é a lista de árbitros que foram convocados pela FIFA na Copa do Mundo Sub-17 de 2005:
| Árbitros                   | Assistentes                                      |
| AFC                        | AFC                                              |
| -------------------------- | ------------------------------------------------ |
| JPN Toru Kamikawa          | JPN Yoshikazu Hiroshima IND Sankar Komaleeswaran |
| MAS Subkhiddin Mohd Salleh | MDV Mohamed Saeed MAS Nasaruddin Ishak           |
| CAF                        |                                                  |
| TUN Mourad Daami           | MLI Dramane Dante SEN Mamadou Ndoye              |
| RSA Jerome Damon           | RSA Enock Molefe GHA Justife Yeboah              |
| CONCACAF                   |                                                  |
| MEX Marco Rodríguez        | CRC Leonel Leal MEX Jose Luis Camargo            |
| USA Kevin Stott            | USA Chris Strickland USA Gregory Barkey          |
| OFC                        |                                                  |
| AUS Mark Shield            | AUS Nathan Gibson AUS Ben Wilson                 |

| Árbitros               | Assistentes                               |
| CONMEBOL               | CONMEBOL                                  |
| ---------------------- | ----------------------------------------- |
| URY Jorge Larrionda    | URY Walter Rial URY Pablo Fandino         |
| COL Óscar Ruiz         | COL Jose Navia ECU Fernando Tamayo        |
| ARG Horacio Elizondo   | ARG Dario Garcia ARG Rodolfo Otero        |
| BRA Carlos Simon •     | BRA Ednilson Corona BRA Aristeu Tavares   |
| PAR Carlos Amarilla •  | PAR Nelson Cano PER Alfonso Orlandini     |
| CHI Carlos Chandía •   | CHI Rodrigo Gonzalez PER Winston Reategui |
| UEFA                   |                                           |
| BEL Frank De Bleeckere | BEL Mark Simons BEL Peter Hermans         |
| LUX Alain Hamer        | FRA Vincent Texier LUX Francis Crelo      |

• Trio reserva

## Fase de grupos
Todas as partidas seguem o fuso horário de Peru (UTC−5).
Legenda
|  | Selecções qualificados para as fases finais |
|  | Selecções eliminadas na fase de grupos      |

### Grupo A
| Seleção    | Pts | J | V | E | D | GP | GC | SG |
| ---------- | --- | - | - | - | - | -- | -- | -- |
| Costa Rica | 5   | 3 | 1 | 2 | 0 | 4  | 4  | +2 |
| China      | 5   | 3 | 1 | 2 | 0 | 3  | 2  | +1 |
| Gana       | 3   | 3 | 0 | 3 | 0 | 3  | 3  | 0  |
| Peru       | 1   | 3 | 0 | 1 | 2 | 1  | 4  | −3 |

| 16 de setembro de 2005 | China           | 1 – 1     | Costa Rica   | Estádio Mansiche, Trujillo                 |
| 17:00                  | Tang Naixin 17' | Relatório | Carrillo 10' | Público: 18 000 Árbitro: JPN Toru Kamikawa |

| 16 de setembro de 2005 | Peru             | 1 – 1     | Gana                | Estádio Mansiche, Trujillo                      |
| 20:00                  | Chávez 10' (pen) | Relatório | Cárdenas 62' (g.c.) | Público: 21 100 Árbitro: BEL Frank De Bleeckere |

| 19 de setembro de 2005 | Gana        | 1 – 1     | Costa Rica | Estádio Mansiche, Trujillo                   |
| 15:30                  | Quartey 58' | Relatório | Borges 47' | Público: 15 000 Árbitro: URU Jorge Larrionda |

| 19 de setembro de 2005 | Peru | 0 – 1     | China              | Estádio Mansiche, Trujillo              |
| 18:15                  |      | Relatório | Deng Zhuoxiang 13' | Público: 20 000 Árbitro: COL Óscar Ruiz |

| 22 de setembro de 2005 | Costa Rica                     | 2 – 0     | Peru | Estádio Max Augustín, Iquitos            |
| 18:15                  | Solórzano 45+1' · Elizondo 77' | Relatório |      | Público: 25 000 Árbitro: AUS Mark Shield |

| 22 de setembro de 2005 | Gana       | 1 – 1     | China             | Estádio Miguel Grau, Piura               |
| 18:15                  | Bukari 56' | Relatório | Wang Xuanhong 60' | Público: 15 320 Árbitro: LUX Alain Hamer |

### Grupo B
| Selecção  | Pts | J | V | E | D | GM | GD | +/- |
| --------- | --- | - | - | - | - | -- | -- | --- |
| Turquia   | 9   | 3 | 3 | 0 | 0 | 6  | 3  | +3  |
| México    | 6   | 3 | 2 | 0 | 1 | 6  | 2  | +4  |
| Austrália | 3   | 3 | 1 | 0 | 2 | 2  | 5  | −3  |
| Uruguai   | 0   | 3 | 0 | 0 | 3 | 3  | 7  | −4  |

| 16 de Setembro de 2005 | Uruguai | 0–2       | México                  | Estádio Nacional do Peru, Lima      |
| 14:15 PET 19:15 UTC    |         | Relatório | Vela 47' · Villaluz 54' | Público: 8,000 Árbitro: Alain Hamer |

| 16 de Setembro de 2007 17:00 PET 22:00 UTC | Turquia   | 1–0       | Austrália | Estádio Nacional do Peru, Lima       |
|                                            | Sahin 84' | Relatório |           | Público: 14,200 Árbitro: Kevin Stott |

| 19 de Setembro de 2007 15:30 PET 20:30 UTC | México                     | 3–0       | Austrália | Estádio Nacional do Peru, Lima           |
|                                            | Esparza 20' · Vela 43' 79' | Relatório |           | Público: 6,000 Árbitro: Horacio Elizondo |

| 19 de Setembro de 2007 18:15 PET 23:15 UTC | Uruguai                            | 2–3       | Turquia                               | Estádio Nacional do Peru, Lima       |
|                                            | Murat D. 28' (p.b.) · Figueroa 78' | Relatório | Deniz 12' · Özgürcan 80' · Tevfik 84' | Público: 4,000 Árbitro: Mourad Daami |

| 22 de Setembro de 2007 15:30 PET 20:30 UTC | Austrália             | 2–1       | Uruguai      | Estádio Elías Aguirre, Chiclayo       |
|                                            | Burns 20' · Kruse 83' | Relatório | Figueroa 38' | Público: 11,100 Árbitro: Jerome Damon |

| 22 de Setembro de 2007 15:30 PET 20:30 UTC | México     | 1–2       | Turquia                       | Estádio Miguel Grau, Piura             |
|                                            | Guzman 11' | Relatório | Deniz 28' · Caner Erkin 90+1' | Público: 14,560 Árbitro: Toru Kamikawa |

### Grupo C
| Selecção        | Pts | J | V | E | D | GM | GD | +/- |
| --------------- | --- | - | - | - | - | -- | -- | --- |
| Estados Unidos  | 7   | 3 | 2 | 1 | 0 | 7  | 4  | +3  |
| Coreia do Norte | 4   | 3 | 1 | 1 | 1 | 6  | 4  | +2  |
| Itália          | 4   | 3 | 1 | 1 | 1 | 6  | 7  | −1  |
| Costa do Marfim | 1   | 3 | 0 | 1 | 2 | 4  | 8  | −4  |

| 17 de Setembro de 2005 | Costa do Marfim                         | 3–4       | Itália                                     | Estádio Elías Aguirre, Chiclayo                |
| 10:00 PET 15:00 UTC    | Diomande 27' · Fofana 53' · Kouassi 87' | Relatório | Tiboni 21' 32' · Mandorlini 86' · Foti 89' | Público: 14,800 Árbitro: Subkhiddin Mohd Saleh |

| 17 de Setembro de 2005 | Estados Unidos                            | 3–2       | Coreia do Norte                     | Estádio Elías Aguirre, Chiclayo       |
| 12:45 PET 17:45 UTC    | Soroka 13' · Nakazawa 43' · Zimmerman 72' | Relatório | Choe Myong-Ho 24' · Kim Kuk-Jin 86' | Público: 15,200 Árbitro: Jerome Damon |

| 20 de Setembro de 2005 | Itália       | 1–3       | Estados Unidos                           | Estádio Elías Aguirre, Chiclayo      |
| 15:30 PET 20:30 UTC    | Russotto 74' | Relatório | Sarkodie 47' · Nakazawa 67' · Soroka 90' | Público: 15,240 Árbitro: Mark Shield |

| 20 de Setembro de 2005 | Costa do Marfim | 0–3       | Coreia do Norte                      | Estádio Elías Aguirre, Chiclayo             |
| 18:15 PET 23:15 UTC    |                 | Relatório | Choe M-H 9' (g.p.) 38' · Kim K-I 44' | Público: 14,500 Árbitro: Frank de Bleeckere |

| 23 de Setembro de 2005 | Estados Unidos | 1–1       | Costa do Marfim | Estádio Nacional do Peru, Lima      |
| 15:30 PET 20:30 UTC    | Hall 4'        | Relatório | Bamba 87'       | Público: 12,000 Árbitro: Oscar Ruiz |

| 23 de Setembro de 2005 | Itália      | 1–1       | Coreia do Norte | Estádio Mansiche, Trujillo            |
| 15:30 PET 20:30 UTC    | Palermo 92' | Relatório | Kim K-J 22'     | Público: 10,000 Árbitro: Mourad Daami |

### Grupo D
| Selecção      | Pts | J | V | E | D | GM | GD | +/- |
| ------------- | --- | - | - | - | - | -- | -- | --- |
| Brasil        | 6   | 3 | 2 | 0 | 1 | 9  | 4  | +5  |
| Países Baixos | 6   | 3 | 2 | 0 | 1 | 8  | 5  | +3  |
| Gâmbia        | 6   | 3 | 2 | 0 | 1 | 6  | 4  | +2  |
| Catar         | 0   | 3 | 0 | 0 | 3 | 4  | 14 | −10 |

| 17 de Setembro de 2005 | Países Baixos                                                      | 5–3       | Catar                                      | Estádio Miguel Grau, Piura           |
| 15:15 PET 20:15 UTC    | Emnes 6' 85' · Buijs 30' (g.p.) · Van der Kooij 58' · Goossens 65' | Relatório | Afif 11' (g.p.) · Ali 31' · Al Khalfan 83' | Público: 20,800 Árbitro: Mark Shield |

| 17 de Setembro de 2005 | Brasil   | 1–3       | Gâmbia                                        | Estádio Miguel Grau, Piura               |
| 18:00 PET 23:00 UTC    | Ígor 23' | Relatório | Mansally 27' · Ceesay 45' · Jallow 74' (g.p.) | Público: 22,300 Árbitro: Marco Rodriguez |

| 20 de Setembro de 2005 | Catar   | 1–3       | Gâmbia                                       | Estádio Miguel Grau, Piura                     |
| 15:30 PET 20:30 UTC    | Ali 31' | Relatório | Ceesay 24' · Jallow 74' (g.p.) · Jagne 90+2' | Público: 18,424 Árbitro: Subkhddin Mohd Salleh |

| 20 de Setembro de 2005 | Países Baixos     | 1–2       | Brasil              | Estádio Miguel Grau, Piura           |
| 18:15 PET 23:15 UTC    | Sindei 28' (p.b.) | Relatório | Ígor 8' · Ramón 60' | Público: 20,749 Árbitro: Kevin Stott |

| 23 de Setembro de 2005 | Gâmbia | 0–2       | Países Baixos                | Estádio Nacional do Peru, Lima           |
| 18:15 PET 23:15 UTC    |        | Relatório | Goossens 33' · Marcellis 72' | Público: 17,000 Árbitro: Jorge Larrionda |

| 23 de Setembro de 2005 | Catar | 0–6       | Brasil                                                                   | Estádio Mansiche, Trujillo                  |
| 18:15 PET 23:15 UTC    |       | Relatório | Ramón 13' 45+2' · Denílson 39' · Roberto 57' · Renato 58' · Anderson 74' | Público: 15,000 Árbitro: Frank de Bleeckere |

## Fases finais
|  | Quartas de final          | Quartas de final          |                           |         | Semifinais     | Semifinais     |  |  | Final               | Final |
|  |                           |                           |                           |         |                |                |  |  |                     |       |
|  | 25 de Setembro - Piura    |                           |                           |         |                |                |  |  |                     |       |
|  |                           |                           |                           |         |                |                |  |  |                     |       |
|  | Costa Rica                | 1                         |                           |         |                |                |  |  |                     |       |
|  | Costa Rica                | 1                         | 29 de Setembro - Chiclayo |         |                |                |  |  |                     |       |
|  | México                    | 3                         |                           |         |                |                |  |  |                     |       |
|  | México                    | 3                         | México                    | 4       |                |                |  |  |                     |       |
|  | 26 de Setembro - Trujillo |                           | México                    | 4       |                |                |  |  |                     |       |
|  |                           | Países Baixos             | 0                         |         |                |                |  |  |                     |       |
|  | Estados Unidos            | Países Baixos             | 0                         | 0       |                |                |  |  |                     |       |
|  | Estados Unidos            |                           | 2 de Outubro - Lima       | 0       |                |                |  |  |                     |       |
|  | Países Baixos             | 2                         |                           |         |                |                |  |  |                     |       |
|  | Países Baixos             | 2                         | México                    | 3       |                |                |  |  |                     |       |
|  | 25 de Setembro - Iquitos  |                           | México                    | 3       |                |                |  |  |                     |       |
|  |                           | Brasil                    | 0                         |         |                |                |  |  |                     |       |
|  | Turquia                   | Brasil                    | 0                         | 5       |                |                |  |  |                     |       |
|  | Turquia                   | 29 de Setembro - Trujillo |                           | 5       |                |                |  |  |                     |       |
|  | China                     | 1                         |                           |         |                |                |  |  |                     |       |
|  | China                     | 1                         | Turquia                   | 3       | Terceiro lugar | Terceiro lugar |  |  |                     |       |
|  | 26 de Setembro - Iquitos  |                           | Turquia                   | 3       | Terceiro lugar | Terceiro lugar |  |  |                     |       |
|  |                           | Brasil                    | 4                         |         |                |                |  |  |                     |       |
|  | Brasil                    | Brasil                    | 4                         | 3       | Países Baixos  | 2              |  |  |                     |       |
|  | Brasil                    |                           |                           | 3       | Países Baixos  | 2              |  |  |                     |       |
|  | Coreia do Norte           | 1                         |                           | Turquia | 1              |                |  |  |                     |       |
|  | Coreia do Norte           | 1                         |                           |         | 1              |                |  |  |                     |       |
|  |                           |                           |                           |         |                |                |  |  | 2 de Outubro - Lima |       |
|  |                           |                           |                           |         |                |                |  |  |                     |       |

### Quartos-finais
| 25 de Setembro de 2005 | Costa Rica        | 1–3 (a.p.) | México                              | Estádio Miguel Grau, Piura                      |
| 16:00 PET 21:00 UTC    | Juarez 67' (p.b.) | Relatório  | Juarez 88' · Guzman 96' · Vela 109' | Público: 14,724 Árbitro: Subkhiddin Mohd Salleh |

| 25 de Setembro de 2005 | Turquia                                            | 5–1       | China  | Estádio Max Augustín, Iquitos            |
| 19:00 PET 00:00 UTC    | Tevfik 10' 88' · Caner Erkin 33' 90+1' · Şahin 54' | Relatório | Gu 57' | Público: 24,000 Árbitro: Marco Rodriguez |

| 26 de Setembro de 2005 | Estados Unidos | 0–2       | Países Baixos     | Estádio Mansiche, Trujillo               |
| 16:00 PET 21:00 UTC    |                | Relatório | Sarpong 45+1' 84' | Público: 9,000 Árbitro: Horacio Elizondo |

| 26 de Setembro de 2005 | Brasil                                  | 3–1 (a.p.) | Coreia do Norte | Estádio Max Augustín, Iquitos        |
| 19:00 PET 00:00 UTC    | Ramón 48' · Celsinho 100' · Ígor 120+3' | Relatório  | Kim K-I 82'     | Público: 25,000 Árbitro: Alain Hamer |

### Semi-finais
| 29 de Setembro de 2005 | México                                     | 4–0       | Países Baixos | Estádio Elías Aguirre, Chiclayo      |
| 16:00 PET 21:00 UTC    | Villaluz 33' 61' · Moreno 50' · Guzman 90' | Relatório |               | Público: 16,800 Referee: Mark Shield |

| 29 de Setembro de 2005 | Turquia                                    | 3–4       | Brasil                                              | Estádio Mansiche, Trujillo                  |
| 19:00 PET 00:00 UTC    | Caner Erkin 45+2' · Tevfik 70' · Şahin 76' | Relatório | Celsinho 1' · Anderson 26' · Marcelo 32' · Ígor 90' | Público: 19,000 Árbitro: Frank de Bleeckere |

### Terceiro lugar
| 2 de Outubro de 2005 | Países Baixos    | 2–1       | Turquia   | Estádio Nacional do Peru, Lima           |
| 15:00 PET 20:00 UTC  | Goossens 13' 88' | Relatório | Şahin 90' | Público: 35,000 Árbitro: Jorge Larrionda |

### Final
| 2 de Outubro de 2005 | México                              | 3–0       | Brasil | Estádio Nacional do Peru, Lima              |
| 18:00 PET 23:00 UTC  | Vela 31' · Esparza 33' · Guzman 86' | Relatório |        | Público: 40,000 Árbitro: Frank de Bleeckere |

## Premiações

### Campeões
| Campeão do Mundial Sub-17 da FIFA de 2005 MÉXICO 1º Título |

### Individuais
| Bota de Ouro | Bola de Ouro | Fair Play       |
| ------------ | ------------ | --------------- |
| Carlos Vela  | Anderson     | Coreia do Norte |

## Melhores marcadores
5 golos
- Carlos Vela

4 golos
- Ever Guzmán
- Ramon
- Caner Erkin
- Tevfik Kose
- Ígor
- John Goossens
- Nuri Şahin

3 golos
- Choe Myong-Ho
- Cal Kennedy
- César Villaluz